# Archichlora subrubescens
Archichlora subrubescens är en fjärilsart som beskrevs av Claude Herbulot 1960. Archichlora subrubescens ingår i släktet Archichlora och familjen mätare. Inga underarter finns listade i Catalogue of Life.